# Johann Friedrich Christian Düffer

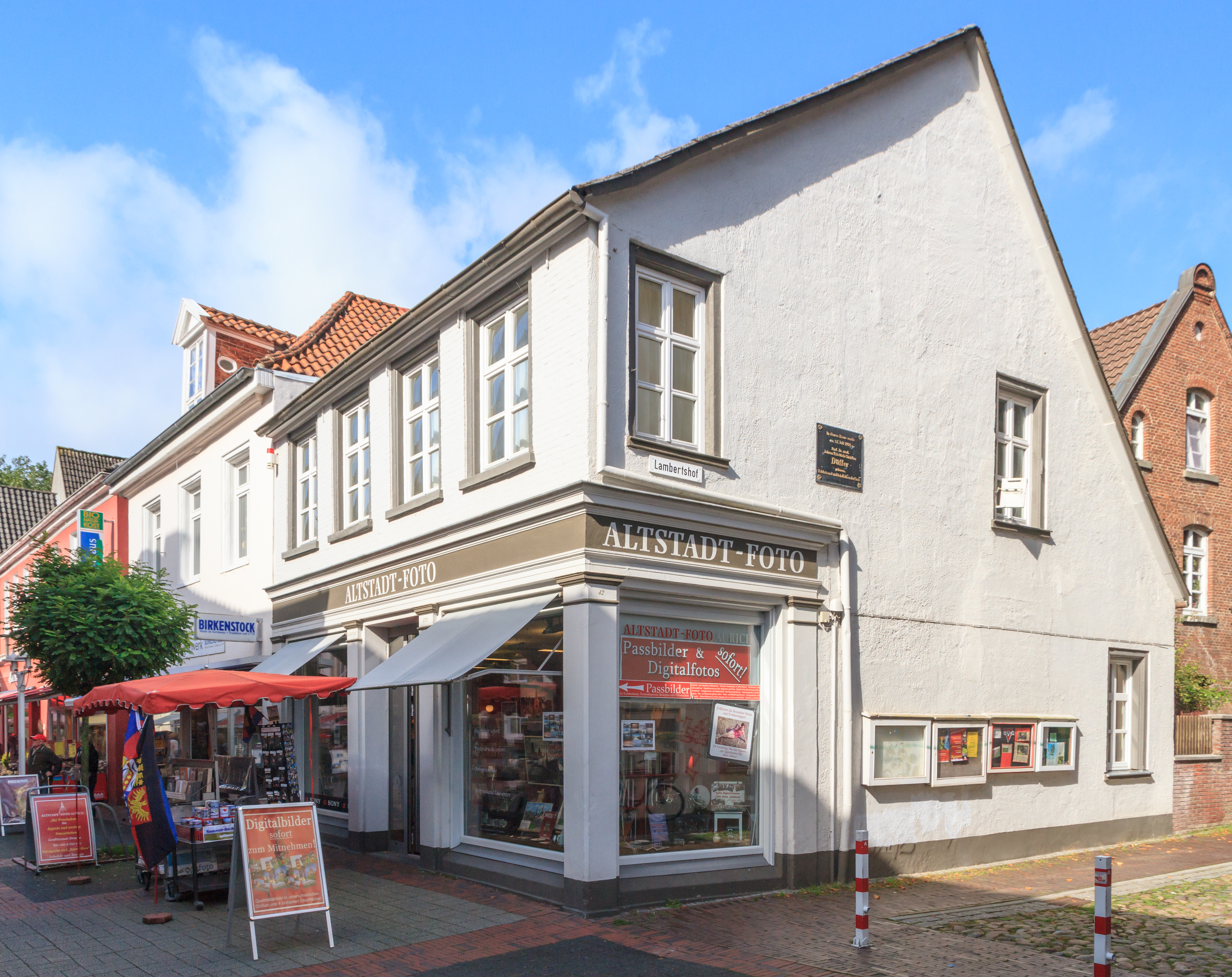
Das Geburtshaus Johann Friedrich Christian Düffers in Aurich.

Johann Friedrich Christian Düffer (* 11. Juli 1775 in Aurich, Ostfriesland; † 11. Januar 1831 in Halle) war ein deutscher Mediziner und Professor der Pharmakologie und Pharmazie an der Universität Halle-Wittenberg.
Düffer studierte zunächst Theologie, danach Rechtswissenschaften und zuletzt Medizin. Am 25. Juni 1800 erwarb er die Doktorwürde der Medizin. Eine Zeitlang übte er die Tätigkeit eines Hauslehrers aus. Anschließend unterstützte er Carl August von Madai in der Medikamentenexpedition der Franckeschen Stiftungen in Halle. 1803 begann er in Halle medizinische Vorlesungen als Privatdozent zu halten. Am 10. September 1810 erhielt er an der halleschen Universität eine außerordentliche und am 6. März 1817 eine ordentliche Professur für Medizin. Er hatte eine Schlüsselstellung für die Etablierung der Pharmazie in der medizinischen Wissenschaft.
Düffer wurde am 19. Mai 1797 in die hallesche Freimaurerloge „Zu den drei Degen“ aufgenommen. Von 1818 bis 1822 nahm er das Amt eines deputierten (stellvertretenden) Meisters vom Stuhl und danach für ein Jahr das des Meisters vom Stuhl wahr. 
Er starb 1831, erst 55 Jahre alt, an der „Brustwassersucht“ (wahrscheinlich Pleuraergüsse).